# Goderich (Ontario)
Goderich – miejscowość (ang. town) w Kanadzie, w prowincji Ontario, w hrabstwie Huron.
Powierzchnia Goderich to 7,91 km².
Według danych spisu powszechnego z roku 2001 Goderich liczy 7604 mieszkańców (961,31 os./km²).